# Elly Plooij-van Gorsel
Pieternella Cornelia (Elly) Plooij-van Gorsel, née le 20 mars 1947 à Tholen, est une femme politique néerlandaise.
Membre du Parti populaire pour la liberté et la démocratie, elle est députée européenne de 1994 à 2004. 